# CUS Cagliari Pallacanestro
Il CUS Cagliari Pallacanestro è la sezione di pallacanestro del Centro Universitario Sportivo Cagliari. È una società sportiva femminile, disputa la Serie A1.
Fondata nel 1947, gioca al PalaCus in località Sa Duchessa e i suoi colori sociali sono il rosso (tendente al granata), il blu e il bianco, che in varie composizioni si sono alternati nelle divise ufficiali.

## Storia
Nel 2000-01 è giunto 13º nel girone B di serie A2 ed è sceso direttamente in Serie B, ma poi è stato riammesso. Nel 2001-02 è arrivato 7º nel girone B di serie A2 e nella Poule retrocessione Girone 2 è arrivato 3º, conservando la categoria. Nel 2002-03 è arrivato 8º nel girone Sud di serie A2. Nel 2003-04 ha partecipato ai play-off, arrivando ottavo nel girone B di serie A2.
Nel 2004-2005 era ancora in serie A2 dove ha concluso all'11º posto. Nel 2005-06 era sponsorizzato dai Sapori di Sardegna ed è giunto 10º nel girone B di serie A2. Nel 2006-07 è giunto 7º nel girone B di serie A2. Nel campionato 2007-08 è arrivato 9º nel girone B di serie A2. Nel campionato 2008-2009 è giunto 2º nel girone B di serie A2 e poi è uscito al primo turno dei playoff perdendo 2-0 il derby contro la Virtus Cagliari. Il campionato 2009-10 l'ha chiuso al 7º posto nel girone nord di serie A2.
L'ultimo campionato disputato, 2010-11, l'ha terminato al 4º posto nel girone nord di serie A2 e poi ha perso contro Alcamo la finale valevole per la promozione in serie A1. Dopo la rinuncia della Reyer Venezia di partecipare al campionato 2011-2012 di serie A1, il CUS Cagliari ha presentato domanda entro i termini prestabiliti per poter essere ammessa a partecipare al prossimo campionato di serie A1. L'8 luglio 2011 la F.I.P. (Federazione Italiana Pallacanestro) ha dato la comunicazione ufficiale sul ripescaggio del CUS Cagliari nella massima serie di basket femminile. Dopo oltre 30 anni ritorna a Cagliari il massimo campionato di basket.

## Cronistoria
| Cronistoria del CUS Cagliari Pallacanestro. |
| --- |
| - 1997-1998 · 15ª nel Girone C di Serie A2, retrocessa in Serie B. - 2000-01 · Sapori di Sardegna, 13ª nel Girone B di Serie A2, retrocessa e poi ripescata - 2001-02 · 7ª nel Girone B di Serie A2, 3ª nella Poule Retrocessione 2 - 2002-03 · 8ª nel Girone Sud di Serie A2 - 2003-04 · Sapori di Sardegna, 8ª nel Girone B di Serie A2, partecipa ai play-off - 2004-05 · Sapori di Sardegna, 11ª nel Girone B di Serie A2 - 2005-06 · Sapori di Sardegna, 10ª nel Girone Sud di Serie A2 - 2006-07 · 7ª nel Girone Sud di Serie A2 - 2007-08 · 9ª nel Girone Sud di Serie A2 - 2008-09 · 7ª nel Girone Sud di Serie A2, eliminata in semifinale play-off - 2009-10 · 7ª nel Girone Nord di Serie A2, partecipa ai play-off - 2010-11 · Sandalia, 4ª nel Girone Nord di Serie A2, perde lo spareggio promozione, poi ammessa in Serie A1 - 2011-12 · 11ª in Serie A1, retrocessa ai play-out e poi ripescata. - 2012-13 · 10ª in Serie A1 - 2013-14 · 9ª in Serie A1. - 2014-15 · 8ª in regular season di Serie A1. Partecipa ai play-off scudetto. - 2015-16 · 14ª in Serie A1, retrocessa in Serie A2. - 2016-17 · 12ª nel Girone A di Serie A2, salva ai play-out. - 2017-18 · 12ª nel Girone Nord di Serie A2. - 2018-19 · 10ª nel Girone Sud di Serie A2. - 2019-20 · 7ª nel Girone Sud di Serie A2 (campionato interrotto). - 2020-21 · 10ª nel Girone Sud di Serie A2, salva ai play-out. - 2021-22 · 8ª nel Girone Sud di Serie A2, quarti di finale dei play-off. |

## Allenatori
- 2005-2006 Marco Dessì
- 2006-2009 Roberto Fioretto
- 2009-2012 Federico Xaxa
Roberto Fioretto (dic. 2012)
- 2013-2016 Antonello Restivo
- 2016-2017 Marcello Ibba
Federico Xaxa (dic. 2016)
- 2017-oggi Federico Xaxa